# Wilmar Hager

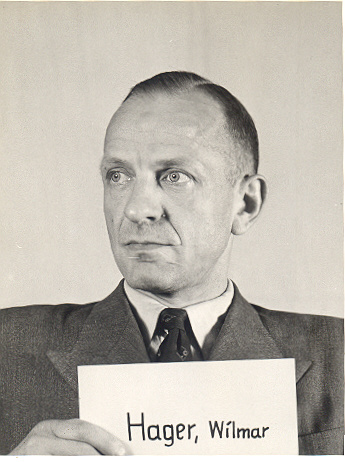
Wilmar Hager als Zeuge bei den Nürnberger Prozessen.

Wilmar Hager (* 14. Dezember 1903; † nach 1945) war ein deutscher Jurist.
Nach dem Studium der Rechtswissenschaften trat Hager in den Staatsdienst ein. Während der NS-Zeit fungierte er im Rang eines Landgerichtsrats als Vertreter des Oberreichsanwalts als Ankläger beim Volksgerichtshof. Dort wirkte er an mindestens 22 Todesurteilen mit, so u. a. auch an dem Todesurteil gegen Georg Fröba. Außerdem beaufsichtigte er als Vollstreckungsleiter die Hinrichtungen in der Strafanstalt Brandenburg.
Nach dem Zweiten Weltkrieg nahm Hager als Zeuge an den Nürnberger Prozessen teil. In der Nachkriegszeit lebte er als Rechtsanwalt und Notar in Üfingen.